# The Meaning of Love (album Michelle McManus)
The Meaning of Love è l'album di debutto della cantante scozzese Michelle McManus pubblicato a seguito della sua vittoria al talent show Pop Idol.
Dall'album vennero estratti due singoli,  All This Time e l'omonimo  The Meaning Of Love. Inoltre la canzone I'll Never Know nel 2008 fu oggetto di una cover da parte del cast di Britannia High per la colonna sonora del musical.

## Tracce
| #   | Titolo                                   |      |
| --- | ---------------------------------------- | ---- |
| 1.  | "All This Time"                          | 4:23 |
| 2.  | "The Meaning of Love"                    | 4:24 |
| 3.  | "Say It Isnt So"                         | 4:31 |
| 4.  | "Emotional"                              | 3:43 |
| 5.  | "When The World Is Not Enough"           | 3:43 |
| 6.  | "To Fast To Slow                         | 3:34 |
| 7.  | "Cast The First Stone"                   | 3:36 |
| 8.  | "One Life"                               | 3:36 |
| 9.  | "Feelin' Good"                           | 3:15 |
| 10. | "How Can Sorry Ever Mend A Broken Heart" | 3:08 |
| 11. | "Invincible"                             | 4:44 |
| 12. | "Ill Never Know"                         | 4:21 |
| 13. | "More Than Anything"                     | 3:25 |
| 14  | "Once In A Lifetime"                     | 4:08 |

## Classifiche
| Chart (2004)          | Posizione |
| --------------------- | --------- |
| Official Albums Chart | 3         |
| Irlanda               | 64        |